# 남상면
남상면(南上面)은 대한민국 경상남도 거창군의 면이다. 동쪽으로 합천군 대병면, 북동쪽으로 남하면, 북쪽으로 거창읍, 남쪽으로 신원면, 산청군 생초면, 함양군 수동면, 서쪽으로 함양군 안의면에 접하며 거창군의 남부에 길게 위치하고 있다. 면의 남부 경계에 솟아있는 감악산(951m)을 주봉으로 하는 산간지대이고, 북서부에도 면계를 따라 해발고도 500 ~ 600m의 산지가 이어지고 있다. 양 산지 사이를 대산천이 북동쪽으로 흘러 남하와의 면 경계를 흐르는 황강과 합류한다.

## 연혁
거창군의 남단에 자리하며 조선시대에는 북서부 일대를 청림방(4개리), 남서부는 고천방(4개리), 남동부에는 남흥방(5개리) 등 3개면으로 나뉘어 있던 것이 지금은 10개리 25개 마을로 구성되어 있다. 조선시대부터 함양군 안의면에 속했던 춘전리와 진목리가 1973년에 남상면에 편입되었다.

## 행정 구역
- 오계리
- 둔동리
- 무촌리
- 춘전리
- 임불리
- 송변리
- 대산리
- 월평리
- 전척리
- 진목리

## 교육
- 남상초등학교 - 대산1길 12 (대산리 / 現 코리아에코영농법인) → 인평길 21 (무촌리)
  - (구)남상중앙초등학교 오계분교 (폐교) - 수남로 1577 (오계리 / 現 세계메시아교 한국본부연수원)
  - (구)남상중앙초등학교 춘전분교 (폐교) - 수남로 996 (춘전리)